# John McEwen
John McEwen (Chiltern, 29 marzo 1900 – Melbourne, 20 novembre 1980) è stato un politico e diciottesimo primo ministro australiano.

## Gli inizi
Figlio di un farmacista, McEwen studiò alla scuola statale e a 16 anni ottenne un impiego pubblico. Appena compiuti i diciotto anni McEwen si arruola nell'esercito, ma mentre completa il suo addestramento, la prima guerra mondiale si concluse. 
Attivista delle organizzazioni rurali e nel partito agrario, McEwen fu eletto nel 1934 alla camera federale. Tra il 1937 e il 1941 egli partecipò ai governi di destra guidati dai leader del Uap (Partito dell'Australia Unita), Lyons, e Menzies, e in quello guidato dal leader del suo partito Fadden. In questi governi, nei quali il partito agrario era il partner di minoranza, divenne nel tempo ministro degli Interni, degli Affari esteri e infine Ministro del Commercio e dell'Agricoltura. Quando nel 1940 Archie Cameron rassegnò le sue dimissioni da capo del Partito Agrario, McEwen contese la leadership del partito a Sir Earle Page: ma quando divenne evidente che alcuno dei due candidati sarebbe riuscito a prevalere la scelta cadde su Arthur Fadden.
Tra il 1941 al 1949 egli esercitò il suo ruolo di parlamentare dell'opposizione ai governi laburisti di John Curtin e Ben Chifley.

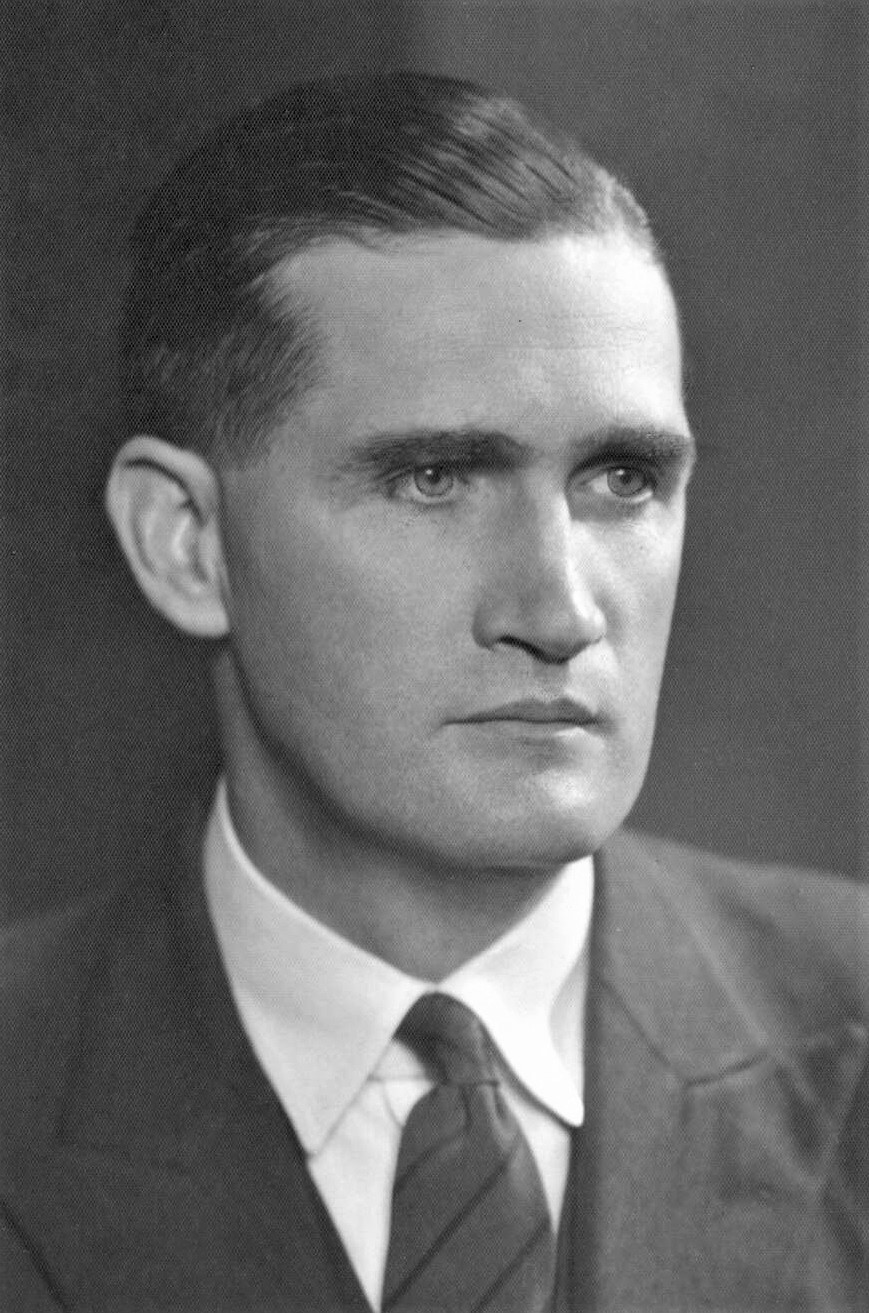
McEwen negli anni 30

## L'era Menzies - Holt
Con la vittoria alle elezioni del 1949 della coalizione conservatrice guidata dai liberali di Robert Menzies, McEwen divenne ministro del Commercio e Agricoltura, e successivamente ministro dell'Industria. Egli perseguì una politica economica, passata alla storia come "McEwenismo", basata su alte tariffe doganali sulle materie prime per proteggere l'industria manifatturiera; in tal modo riuscì a tutelare le aziende agricole ma spinse al rialzo i costi delle industrie. Questa politica era parte di quella conosciuta come "Insediamento Australiano" che promuoveva alti salari, sviluppo industriale, interventi governativi nell'industria e decentralizzazione. Nel 1958 Fadden si ritirò e McEwen divenne il nuovo leader del partito agrario.
Quando Menzies nel 1966 si ritirò, McEwen divenne il ministro da più tempo in carica ed esercitò un vero e proprio diritto di veto sulle scelte programmatiche del governo. Dopo la scomparsa, nel 1967, del successore di Menzies, Harold Holt, il Governatore Generale incaricò McEwen di formare un governo provvisorio in attesa che il partito liberale eleggesse il suo nuovo leader che per diritto sarebbe divenuto il nuovo primo ministro.

## L'uomo del veto
Molti uomini politici (inclusi alcuni liberali) chiesero che McEwen assumesse stabilmente e non in via provvisoria l'incarico di premier, ma vi fu una vera crisi politica quando egli annunciò che il suo partito non avrebbe fatto parte di un governo guidato dal più quotato tra i candidati alla guida del partito liberale, il ministro del Tesoro William McMahon. 
Questa presa di posizione costituiva un'intromissione negli affari interni del più forte partito della coalizione conservatrice.
È possibile che McEwen si opponesse a McMahon a causa delle voci ricorrenti su una sua presunta omosessualità. Ma il motivo principale era senza dubbio politico, McMahon era favorevole al superamento delle barriere doganali e comunque ad una riforma delle tariffe, posizioni queste fieramente avversate da McEwen e dalla maggioranza del partito agrario. 
Il veto di McEwen costrinse McMahon a ritirarsi dalle primarie del partito liberale e aprì la strada della premiership al Senatore liberale e ministro dell'Educazione John Gorton, nel cui governo McEwen ricoprì la carica di vice primo ministro.
McEwen si ritirò dalla vita politica agli inizi del 1971, consentendo ai liberali di rimpiazzare Gorton con McMahon. Egli fu nominato cavaliere e divenne membro dell'Ordine di San Michele e San Giorgio. McEwen morì nel 1980 all'età di 80 anni, mentre era in carica il governo conservatore di Malcolm Fraser che smantellò definitivamente la politica doganale del vecchio leader agrario.
Ad oggi McEwen è l'ultimo membro del partito agrario ad essere divenuto premier.